# Fritz Pfeffer
Friedrich „Fritz” Pfeffer (n. 30 aprilie 1889, Gießen, Hessa, Germania – d. 20 decembrie 1944, Lagărul de concentrare Neuengamme, Hamburg, Germania Nazistă) a fost un dentist și refugiat evreu german, care s-a ascuns împreună cu familia Annei Frank în timpul ocupației naziste a Țărilor de Jos și a pierit în lagărul de concentrare Neuengamme din nordul Germaniei. Pfeffer a primit pseudonimul Albert Dussel în Jurnalul Annei Frank și rămâne cunoscut ca atare în mai multe ediții și adaptări ale cărții.

## Primii ani
Fritz Pfeffer s-a născut în Gießen, Germania, ca unul dintre cei cinci copii ai lui Ignatz Pfeffer și ai Jeannettei Hirsch-Pfeffer, care locuiau deasupra magazinului lor de îmbrăcăminte și articole textile în Marktplatz nr. 6 din Giessen. După terminarea studiilor medicale, Fritz s-a specializat ca dentist și chirurg maxilo-facial, a obținut în 1911 o licență de practică și a deschis în anul următor o clinică chirurgicală la Berlin.
El a servit în Armata Germană în timpul Primului Război Mondial și după aceea, în 1926, s-a căsătorit cu Vera Bythiner (31 martie 1904 – 30 septembrie 1942), care se născuse în orașul Posen din Imperiul German (acum Poznań, Polonia). Din această căsătorie s-a născut un fiu, Werner Peter Pfeffer (3 aprilie 1927 – 14 februarie 1995), apoi cuplul a divorțat în anul 1932. Fritz a primit custodia băiatului și l-a crescut singur până în noiembrie 1938, când ascensiunea tot mai puternică a naziștilor în Germania l-a convins să-și trimită fiul în grija fratelui său, Ernst, din Anglia. Werner a emigrat în California în 1945, după moartea unchiului său și și-a schimbat numele în Peter Pepper, înființând mai târziu sub acest nume o companie de succes care se ocupa cu distribuția de rechizite de birou.
Valul de antisemitism în Germania, care a crescut după alegerea lui Adolf Hitler în 1933, le-a determinat pe majoritatea rudelor lui Fritz să fugă din țară. Mama lui a murit în 1925; tatăl său s-a recăsătorit și a rămas în Germania, fiind arestat și deportat și murind în octombrie 1942 în lagărul de la Theresienstadt. Fratele său mai mare, Julius Pfeffer, a murit în 1928, Emil Pfeffer a emigrat în Africa de Sud în 1937, Ernst Pfeffer s-a mutat în Anglia și a murit în 1944, iar Hans s-a stabilit în New Jersey. Sora lor, Minna, a rămas împreună cu tatăl lor în Germania și a murit în timp ce se afla în custodia naziștilor. Vera a fugit în Țările de Jos, dar a fost arestată în 1942 și a murit la Auschwitz.
În 1936 Fritz a întâlnit o femeie tânără, Charlotte Kaletta (1910–1985), născută în Ilmenau, Turingia, din centrul Germaniei, care avea, la rândul ei, o căsnicie destrămată. Ea se înstrăinase de primul ei soț, Ludwig Lowenstein, și de fiul lor, Gustaf. (Fotografii ale lui Ludwig Lowenstein și ale fiului său, Gustav, pot fi găsite pe site-ul institutului Yad Vashem.) Cei doi s-au mutat împreună, dar nu s-au putut căsători din cauza interdicției existente în Legile rasiale de la Nürnberg adoptate în 1935, care interziceau căsătoriile între evrei și neevrei.
Pogromul din Noaptea de cristal i-a determinat să părăsească Berlinul, iar cei doi s-au refugiat la Amsterdam în decembrie 1938. Au trăit acolo în liniște timp de doi ani, dar invazia germană și, ulterior, legile antievreiești care nu permiteau coabitarea evreilor cu neevreii i-a forțat să se înregistreze la adrese separate. După ce a deschis un cabinet stomatologic în cartierul Rivierenbuurt din Amsterdam, el a devenit o cunoștință a familiilor Frank și Van Pels. Miep Gies l-a întâlnit pe Pfeffer la una din petrecerile organizate în casa familiei Frank și a devenit pacientă a cabinetului său stomatologic.

## Traiul în ascunzătoare și deportarea
În toamna anului 1942, el a decis să se ascundă de naziști și a rugat-o pe Miep Gies să-l ajute să găsească un loc potrivit. Ea l-a consultat pe Otto Frank, care se ascundea atunci, împreună cu membrii familiei sale și cu cei ai familiei van Pels, într-o anexă secretă din clădirea în care se afla sediul Opekta. Frank a fost de acord să-l găzduiască pe Pfeffer și el a fost dus în ascunzătoarea lor pe 16 noiembrie, iar profesia lui de medic le-a fost de folos celor șapte persoane din moment ce nu puteau chema un medic în ascunzătoare.
Margot Frank s-a mutat într-o cameră cu părinții ei, pentru a-i permite lui Pfeffer să împartă o cameră mică cu Anne, fiind inaugurată astfel o relație chinuitoare pentru ambii. S-a sugerat de către cel puțin un biograf că neplăcerea extremă a Annei de a împărți o cameră cu un bărbat de vârstă mijlocie, în timp ce ea se afla la vârsta pubertății, s-ar fi aflat la originea neînțelegerilor ei cu Pfeffer, dar presiunea psihică determinată de traiul în ascunzătoare și diferența de vârstă de patruzeci de ani dintre ei au exacerbat, fără îndoială, diferențele de personalitate dintre ei. Pfeffer a simțit că vârsta îi dădea dreptul la o serie de privilegii și considera că notele scrise de ea erau activități lipsite de importanță în comparație cu studiile sale. Ideile iudaice ortodoxe ale lui Pfeffer s-au ciocnit cu vederile liberale ale Annei. Fata, energică și capricioasă, îl considera un bărbat pedant și rigid. Iritarea Annei și aversiunea în creștere față de Pfeffer au dus la plângeri permanente și la descrieri derizorii ale lui în jurnalul ei, față de care fiul Werner și soția Charlotte l-au apărat după ce cartea a fost publicată. Relația dintre Anne și Fritz a fost cea mai grea dintre toate.
Pfeffer i-a lăsat Charlottei un bilet de despărțire, iar cei doi au rămas în contact prin intermediul lui Miep, care se întâlnea săptămânal cu ea pentru a face schimbul de scrisori și a primi provizii pentru dentist. Scrisorile lui nu au dezvăluit niciodată locația ascunzătorii și Miep nu i-a comunicat-o niciodată Charlottei, dar pe 4 august 1944 Pfeffer și ceilalți șapte ocupanți ai ascunzătorii au fost arestați și deportați în lagărele de concentrare naziste.
Împreună cu restul grupului și cu două dintre protectorii lor, Johannes Kleiman și Victor Kugler, Pfeffer a fost dus la sediul Gestapo-ului din sudul Amsterdamului, apoi deținut timp de trei zile la o închisoare înainte de a fi transportat în lagărul de tranzit Westerbork pe 8 august. Pfeffer a fost dus în blocul disciplinar pentru a presta munci grele, până când a fost selectat pe 3 septembrie pentru a fi deportat la Auschwitz. El a fost separat de ceilalți, la sosirea în lagăr pe 6 septembrie, și trimis în barăcile bărbaților, unde s-a reîntâlnit cu Otto Frank. Pe 29 octombrie a fost transferat, împreună cu alți 59 de medici, la Sachsenhausen și de acolo, la o dată necunoscută, la Neuengamme. Acolo, el a murit de enterocolită în barăcile deținuților bolnavi pe 20 decembrie 1944, la vârsta de 55 de ani, potrivit evidențelor lagărului.

## Reputația postumă

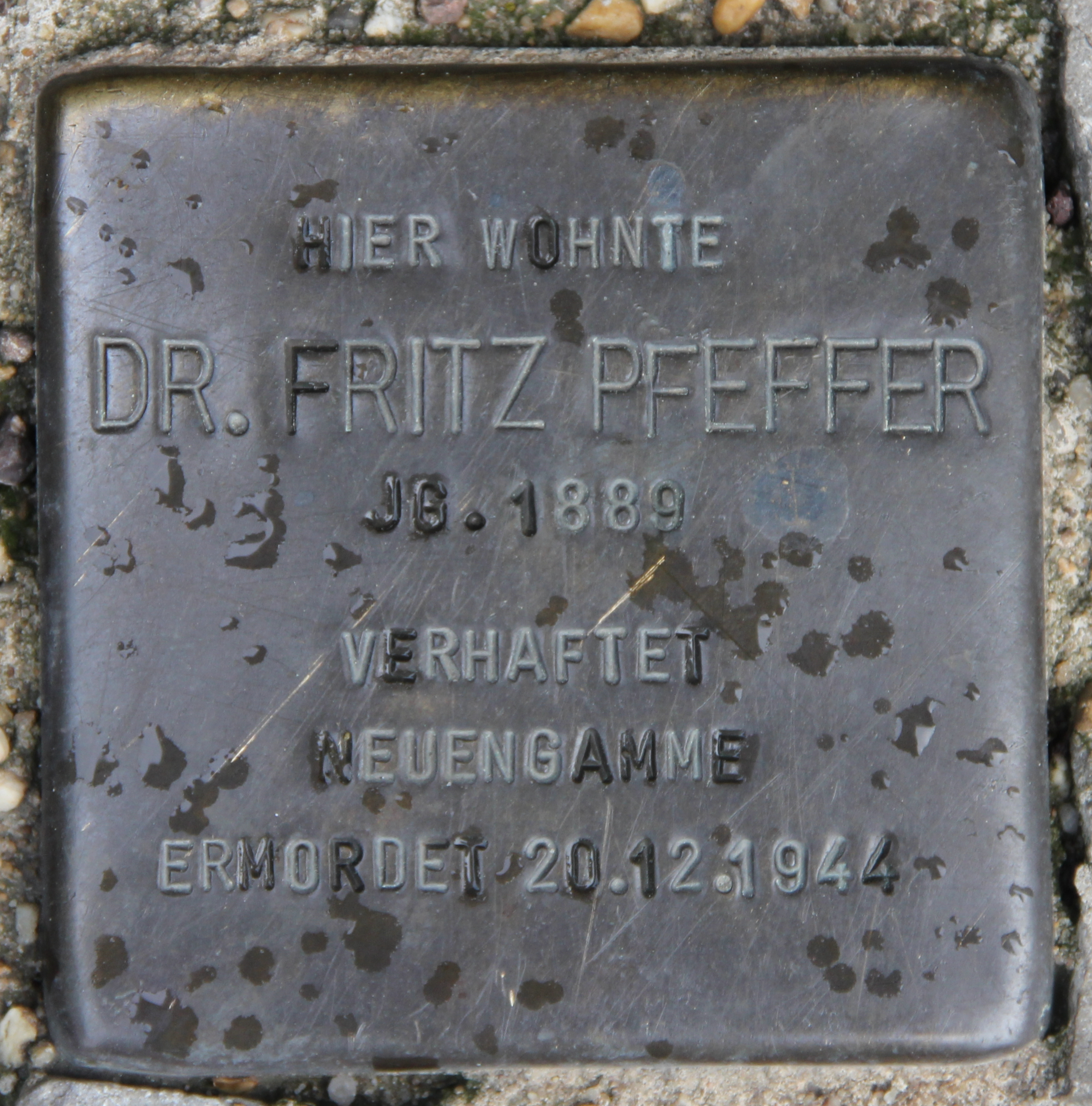
Stolperstein, Lietzenburger Straße 20b, Berlin-Schöneberg, Germania

Potrivit cercetărilor efectuate de către Melissa Müller pentru cartea Anne Frank: The Biography, Charlotte s-a căsătorit cu Pfeffer postum, în 1950, cu efect retroactiv de la data de 31 mai 1937. Ea s-a înstrăinat de fiul lui, Werner, dar ambii s-au aliat pentru apărarea lui Pfeffer după publicarea Jurnalului Annei Frank în 1947, considerând că portretul creat de Anne — și pseudonimul pe care ea i l-a ales, Dl. Dussel, care înseamnă în limba germană „Dl. Neghiob” — îi prejudicia memoria. Otto Frank a încercat să-i împace, amintindu-le de tinerețea Annei și de portretele neonorante realizate altor persoane aflate în ascunzătoare. Exagerările ulterioare ale acestei portretizări în piesa de teatru din 1955 și în filmul din 1959 (în care rolul său a fost interpretat de actorul de comedie Ed Wynn) a determinat-o pe Charlotte să ia legătura cu scenariștii Albert Hackett și Frances Goodrich pentru a se plânge că i-au calomniat memoria soțului ei decedat, care a fost descris ca un ignorant în ceea ce privește tradițiile evreiești. Soții Hackett i-au răspuns că scenariul lor nu reflectă realitatea și că publicul neevreu este oricum ignorant în ceea ce privește semnificația ceremoniilor iudaice. Charlotte a subliniat că soțul ei era un cunoscător al limbii ebraice și era departe de a fi necredincios, dar personajul „domnul Dussel” a rămas neschimbat.
Supărată pentru portretul calomnios făcut soțului ei, Charlotte a rupt relațiile cu Otto Frank și cu Miep Gies pe măsură ce faima Annei a crescut în deceniile de după război și a refuzat cererile de a da interviuri în care să-și relateze propriile amintiri despre soțul ei.
Werner a rămas în contact cu Otto și a avut ocazia să se întâlnească cu Miep cu scurtă vreme înainte de a muri de cancer în 1995, mulțumindu-i pentru încercarea de a-i salva viața tatălui său. Întâlnirea dintre Miep și Werner a fost înregistrată în filmul documentar Anne Frank Remembered.
O colecție de scrisori scrise Charlottei de către Fritz Pfeffer și o cutie de fotografii au fost salvate, împreună cu unele bunuri ale Charlottei, dintr-un talcioc din Amsterdam după moartea ei, în 1985.
Interpretarea de către Ed Wynn a lui Fritz Pfeffer (ca Dussel) în filmul Jurnalul Annei Frank (1959) regizat de George Stevens i-a adus o nominalizare la Oscar.